# Private (romanzo)
Private è un romanzo thriller di James Patterson. Qui, però, non è il famoso agente dell'FBI Alex Cross a condurre le indagini, né Le donne del club omicidi, né Michael Bennett e nessun'altra forza armata. A trovare il colpevole, o meglio, i colpevoli questa volta sarà l'ex marine, detective e pilota di elicotteri Jack Morgan, proprietario della più famosa agenzia di investigazioni di Los Angeles: la Private Investigations, ereditata direttamente da suo padre, un omicida in carcere che gli dona 5 milioni di dollari per rimettersi in affari. In agenzia, tuttavia, non è solo. A supportarlo c'è un team di esperti eccezionale: una profiler geniale, un'abilissima hacker, un tecnico scientifico a cui non sfugge nulla e un ex commilitone pronto a tutto.

## Trama
Alla Private si gioca senza regole, senza protocolli, senza mandati e senza scadenze. Per questo è la migliore agenzia di investigazioni del mondo. Jack Morgan si trova a seguire le tracce di un assassino seriale che ha già ucciso 12 ragazzine e che pare intenzionato a continuare, su un caso di corruzione ai massimi livelli riguardo alte scommesse nell'ambiente del football e sul barbaro omicidio della moglie del suo migliore amico, la dolce e solare Shelby. Ma sarà davvero dolce e solare come sembra?

## Edizioni
- James Patterson, Private, traduzione di A. Carlo Cappi, La Gaja Scienza, Longanesi, 2011,  p. 301.